# Löddeköpinge kyrka

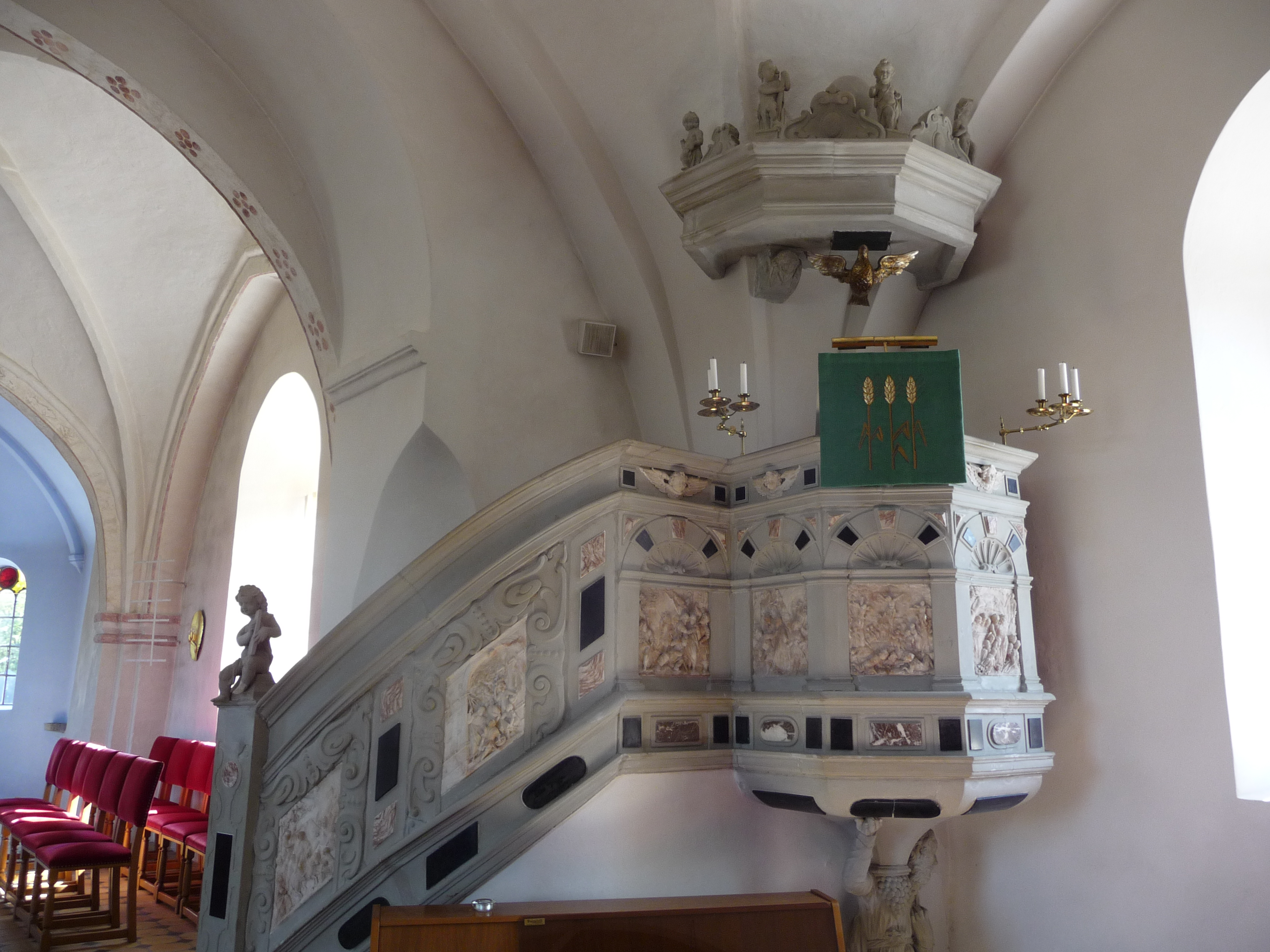
Predikstolen

Löddeköpinge kyrka är en kyrkobyggnad i Löddeköpinge. Den är församlingskyrka i Löddebygdens församling i Lunds stift.

## Kyrkobyggnaden
I sin nuvarande form består kyrkan av ett rektangulärt långhus, femkantig absid i öster och kraftigt torn i väster. Kyrkan började troligen byggas på 1100-talet. Den är byggd av putsad och vitkalkad mursten och flintasten. Koret fick valv på 1300-talet och långhuset på 1400-talet, när tornet började byggas. De övre delarna av tornet är från 1797. Vid flera senare tillfällen har kyrkan restaurerats och byggts om.
Vid början av 1800-talet revs den medeltida absiden och en sakristia uppfördes öster om koret. 1868 skedde en stor ombyggnad då nuvarande fönster i långhuset sattes in. De är rundbågiga med de övre fälten i färgat glas. 1930-40 och 1986-87 gjordes renoveringar. Vid den sistnämnda renoveringen tillkom en sakristia i norr. Då togs även takmålningarna från 1400-talet i koret fram och dörrarna mellan vapenhuset och långhuset togs bort. De bäst bevarade målningarna finns i valvbågarna, men också uppe i korvalvet kan man se rester.
Kyrkan är vitkalkad invändigt.

## Inventarier
- Predikstolen är troligen från 1600-talet har reliefer i alabaster, troligen tillverkade i Holland.
- Altaruppsatsen från 1868 har en gipskopia av Bertel Thorvaldsens kristusstaty.
- Dopfunten i sandsten har cuppa från 1100-talet, men foten tillkom vid restaureringen 1987.

### Orgel
- 1886 byggde Sven Fogelberg, Lund en orgel med 8 stämmor.
- Den nuvarande orgeln byggdes 1963 av A. Mårtenssons Orgelfabrik AB, Lund och är en mekanisk orgel.

| Huvudverk I   | Bröstverk II   | Pedal        | Koppel |
| Gedackt 8'    | Spetsgamba 8´  | Subbas 16´   | I/P    |
| Principal 4´  | Rörflöjt 4'    | Nachthorn 4' | II/P   |
| Gemshorn 2'   | Principal 2'   |              | II/I   |
| Mixtur 3 chor | Larigot 1 1/3' |              |        |
|               | Tremulant      |              |        |

### Webbkällor
- Löddebygdens församling informerar om sina kyrkor
- byggnadspresentation
- Demografisk Databas Södra Sverige
- Åsbo Släkt- och Folklivsforskare